# Gare de Rouïba
La gare de Rouïba est une gare ferroviaire algérienne, située sur le territoire de la commune de Rouïba, dans la wilaya d'Alger.

## Situation ferroviaire
La gare est située au point kilométrique (PK) 26 sur la ligne d'Alger à Skikda, dans le centre-ville de Rouïba à 20 km à l'est d'Alger. Elle est précédée de la gare de Dar El Beïda et suivie de celle de Rouïba ZI.
| \| Alger Rouïba Aéroport d'Alger Zéralda Birtouta Réghaïa \| Localisation de la gare de Rouïba dans la wilaya d'Alger. |
| Alger Rouïba Aéroport d'Alger Zéralda Birtouta Réghaïa                                                                 |

## Histoire
La ligne de chemin de fer d'Alger à Constantine est construite en 1882 par la Compagnie de l'Est algérien. Rouïba eut dans un premier temps comme gare un simple abri en planches. En 1894, fut construite la gare.
Au départ, elle  servait uniquement pour le trafic de marchandises. Mais en 1896 un service voyageurs fonctionna une fois par semaine, on avait simplement rajouté deux wagons à banquettes en bois au train de marchandises. Puis, en 1911 un service voyageurs journalier fut institué.
Les locomotives à vapeur assurèrent la traction des convois jusqu'en 1950 pour laisser la place à des locomotives diesels de marque De Diétrich pour les marchandises et des autorails rapides assuraient le trafic voyageurs.

## Service des voyageurs

### Desserte
La gare est desservie par  :
- les trains régionaux des liaisons Alger - Béjaïa[2] et Alger - Bouira[3] ;
- les trains du réseau ferré de la banlieue d'Alger des liaisons Alger - Thénia et Alger - Oued Aïssi.